# 小坂咲子
小坂 咲子 （こさか さきこ、Sakiko Kosaka、1964年 - ）は、日本の現代音楽の作曲家。東京藝術大学で博士号を取得し、1999年より国際的に活躍を続けている。

## 主な受賞歴
- 1997年 - 第66回日本音楽コンクール作曲部門入選, 日本
- 1998年 - 東京藝術大学より長谷川賞, 日本
- 文化庁舞台芸術創作奨励特別賞(オペラ), 日本
- 1999年 - ジノ・コンティッリ国際作曲コンクール第2位, イタリア
- 2000年 - ヴァレンティーノ・ブッキ国際音楽コンクール作曲部門第2位, イタリア
- 2003年 - デュエ・アゴースト・国際作曲コンコルソ佳作[2], イタリア
- 2003年 - アジア作曲家連盟入野義朗記念賞, 日本
- 2009年 - ISCM世界音楽の日々入選, スウェーデン
- 2011年 - Seoul Drum Festival, 韓国
- 2011年 - アジア作曲家連盟音楽祭入選, 台湾
- 2016年 - ブランデンブルク・ビエンナーレ国際作曲賞入賞, ドイツ
- 2016年 - 欧州文化首都ブロツワフ国際作曲コンクール第3位, ポーランド
- 2018年 - アジア作曲家連盟音楽祭入選, 台湾
- 2019年 - バーゼル作曲コンクールファイナリスト, スイス
- 2020年 - アルヴァレス室内オーケストラ国際作曲コンクール優勝[3], イギリス
- 2021年 - Fifteen-Minutes-of-Fame作品公募入選[4], アメリカ合衆国
- 2021年 - 第1回香港国際ハーモニカ作曲コンクールカテゴリーB入選第2席[5], 香港

## 主な作品
- Aromatica－10本の管楽器のための－(1997)
- 華蝶乱－篳篥とオーケストラのための－(2003)
- 蒼石皐－オーケストラのための－(2005)
- アロイ・デコール－弦楽四重奏のための－(2006)